# Teatr w Hronovie
Teatr w Hronovie (cz. Jiráskovo divadlo) – zabytkowy budynek teatru w miejscowości Hronov.
Teatr w Hronovie wybudowany w stylu konstruktywistycznym z zastosowaniem czeskiego neoklasycyzmu jest jednym z najważniejszych budynków współczesnej architektury w międzywojennej Czechosłowacji. Obiekt jest czołowym dziełem architekta Jindřicha Freiwalda i centralnym miejscem festiwalu teatralnego Jiráskowy Hronov. 

## Opis
Prostokątny budynek posiada portyk z czterema kolumnami, za którymi znajduje się frontowa ściana teatru z trzema osiami okiennymi.  Do budynku wchodzi się przez podwyższony parter. Główne wejście ma drewniane drzwi ze szklanym okrągłym oknem. Korpus otoczony jest z trzech stron jednokondygnacyjnymi skrzydłami zaplecza i muzeum. Nad częścią sceniczną teatru znajduje się kwadratowa dobudówka z płaskim dachem z żółtej cegły. Na fryzie widnieje napis cz. Jiráskovo divadlo (Teatr Jiráska).